# Punitaqui
Punitaqui es una ciudad y comuna del Norte Chico de Chile ubicada en la provincia de Limarí, región de Coquimbo, Chile. La superficie de la comuna es de 1339 km². Su población alcanza a los 7539 habitantes, conforme al censo de 2002; dos tercios de esa población es rural.
El principal asentamiento urbano de la comuna corresponde al pintoresco pueblo de Punitaqui, donde está ubicada una fábrica de queso de cabra. Está ubicado a 29 kilómetros al sur de Ovalle, capital provincial. En el contexto regional, Punitaqui aparece como cabecera comunal de varios pueblos ubicados a su alrededor (como por ejemplo: Mina Delirio, La Polvadera, Pechén, Los Quiles). 
Punitaqui posee una larga calle principal llamada Caupolicán, que atraviesa el pueblo en casi toda su extensión de norte a sur. El pueblo de Punitaqui comprende 3 sectores: "Pueblo Viejo", ubicado al oeste del estero Punitaqui, el centro y las zonas residenciales establecidas a lo largo de Caupolicán y en el sur se ubica "Pueblo Nuevo", cercano a la Mina de los Mantos.
A lo largo de su historia, Punitaqui ha sufrido grandes catástrofes, desde prolongadas sequías, hasta el terremoto que lo afectó en 1997, provocando grandes pérdidas en la comuna y causando víctimas fatales.

## Historia

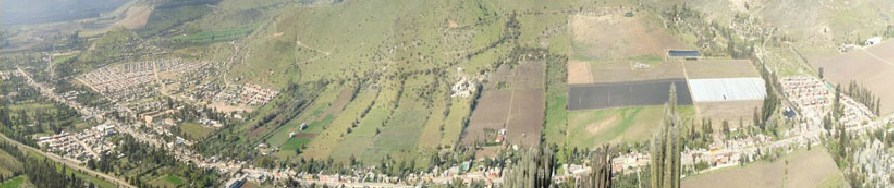
Vista panorámica de Punitaqui desde Cerro Grande.

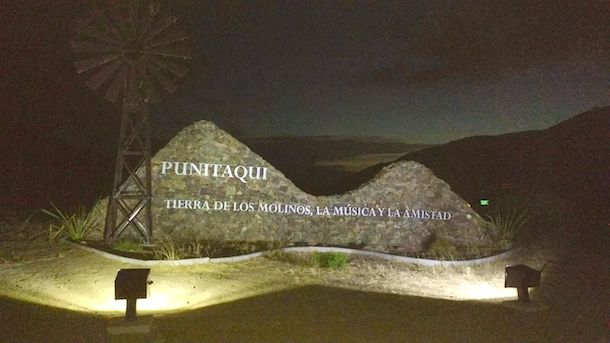
Portal de Bienvenida de Noche, Punitaqui

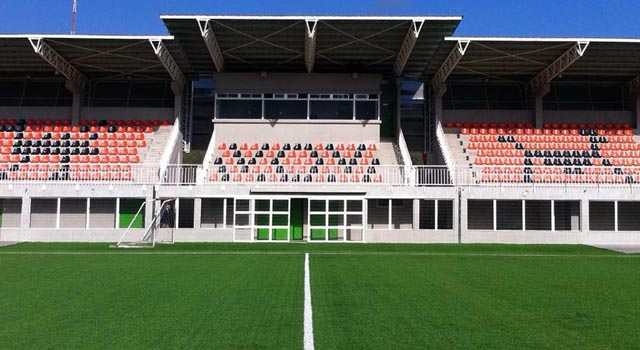
Estadio Municipal de Punitaqui

### Historia prehispánica
Existe un patrimonio cultural otorgado por la historia y la naturaleza: petroglifos los cuales se encuentran en San Pedro de Quiles. Estos dibujos muestran escenas de su vida cotidiana tales: como la caza del guanaco, o marcas de las manos de sus creadores.
Se supone que, para crearlos, los diaguitas se procuraron piedras filosas, quizás con punta roma, con las cuales procedían a dibujar en grandes piedras, muchas de ellas de tonos oscuros, que ayudan a resaltar las zonas de desgaste. 

### Colonización
En un informe sobre la Provincia de Coquimbo (año 1897) dice: que "los indígenas, eran dados al trabajo de las minas de oro, llamaban a este asiento de minas Tierra de Oro = Punitaqui". El nombre se construiría con las voces del idioma quechua; la palabra puni = altura fría y thaqui = senda, camino, lo que significaría: camino de altura fría.
La Enciclopedia Universal Ilustrada Espasa-Calpe dice que su nombre proviene de las palabras quechua: puni = puna y al unirse con thaqui quedaría como: senda de la puna. En idioma aimara, su significado se define por la unificación de las palabras: puni = pedregoso, desarreglado y taqui = camino, es decir, camino pedregoso o desarreglado.
La comuna inició muy tempranamente un desarrollo histórico especialmente por su cercanía a Coquimbo, principal puerto de la colonia. Así se generó un mercado interno de productos que eran exportados principalmente al Perú, como ají, aguardiente, vino, cobre, trigo, charqui y cuero.
El carácter agrominero de Punitaqui data desde antes del siglo XVI, ya que existen referencias arqueológicas donde se demuestra que su explotación se realizó en los tiempos prehispánicos.
Francisco Astaburoaga escribió en 1899 en su Diccionario Geográfico de la República de Chile : 705  sobre el lugar:

Punitaqui.-—Aldea del departamento de Ovalle situada por los 30º 55' Lat. y 71° 22' Lon., á unos 38 kilómetros al S. de su capital. Inmediato al NO. se levanta á 1,215 metros de altitud un hermoso y puntiagudo espigón, llamado pico de Punitaqui, que se liga con los cerros medianos de sus contornos, entre los que se abre una quebrada hacia cuyo extremo inferior yace la población. Consta ésta de casas sencillas y contiene una iglesia, dos escuelas gratuitas, oficinas de correo y de registro civil y una población de 1620 habitantes; es también asiento de municipio que comprende el territorio de las subdelegaciones de su título, Barraza, San Julián y Chimba. Trae su origen de antiguos placeres de oro que se beneficiaban en la quebrada de su asiento, pero principalmente desde el descubrimiento de las ricas vetas de azogue que, en septiembre de 1785, hizo en ella un minero de la localidad, Don Antonio Contador. La explotación de estas minas se hizo primero con la intervención del gobierno colonial, y en tiempos posteriores por empresas particulares con intermisiones largas y resultados varios. El nombre se forma de las voces del idioma quichua puna, altura fría, y thaqui, senda; esto es: camino de cuesta, por el que sube la quebrada.

El geógrafo chileno Luis Risopatrón lo describe como un ‘pueblo’ en su libro Diccionario Jeográfico de Chile en el año 1924: : 711 

Punitaqui (Pueblo) 30° 50' 71° 18' Cuenta con servicio de correos, telégrafos, rejistro civil i escuelas públicas, consta de casas sencillas i trae su oríjen de antiguos placeres de oro, que se beneficiaban en la quebrada de su asiento i principalmente del descubirmiento de las vetas de azogue efectuado en 1785.

## Medio ambiente

### Geomorfología y componentes abióticos

Trazado simplificado de los ecosistemas y cuerpos de agua presentes en la comuna de Punitaqui.

La comuna de Punitaqui se encuentra emplazada en las unidades geomorfológicas de Llanos de sedimentación fluvial o aluvional y Cordones transversales; y presenta según la clasificación climática de Köppen clima mediterráneo de lluvia invernal de altura (Csb (h)), clima semiárido de lluvia invernal (BSk (s)) y clima semiárido de lluvia invernal e influencia costera (BSk (s) (i)). Las temperaturas máximas sobrepasan los 30 °C en el mes más cálido y las mínimas fluctúan entre los 2 °C y 6 °C en los meses más fríos. Las precipitaciones son del orden de los 125 mm como promedio anual y con un periodo seco de alrededor de 10 meses.
Esta además se halla entre las cuencas hidrográficas de Costeras entre el río Limarí y río Choapa, río Choapa y río Limarí. Además, la comuna posee diversos cuerpos de agua, entre los que se destacan el estero Punitaqui.

### Componentes bióticos
Dentro del territorio de la comuna se pueden hallar los siguientes ecosistemas:
- Matorral desértico mediterráneo costero donde predominan Bahia ambrosioides y Puya chilensis (Vulnerable)
- Matorral desértico mediterráneo interior donde predominan Flourensia thurifera y Colliguaja odorifera (Preocupación menor)
- Matorral desértico mediterráneo interior donde predominan Heliotropium stenophyllum y Flourensia thurifera (Preocupación menor)

### Medidas de protección ambiental y conflictos socioambientales
Hasta 2022, la comuna de Punitaqui cuenta con un área territorial destinada a la protección ambiental:
- Bosque Fray Jorge (Reserva Biósfera)[12]

## Demografía
La población comunal de Punitaqui ha experimentado un incremento entre 2002 (7.539 hab.) y 2017 (10.956 hab.), de éstos, una leve mayoría corresponde a población femenina (5.504) versus la masculina (5.452). La localidad principal es la ciudad homónima, además de la aldea de Las Ramadas y otros caseríos como El Toro, La Higuera y La Rinconada.
| Localidad               | Habitantes (2017) |
| ----------------------- | ----------------- |
| Punitaqui               | 5700              |
| Las Ramadas             | 527               |
| El Toro                 | 314               |
| La Higuera de Punitaqui | 302               |
| El Hinojo               | 234               |
| La Rinconada            | 181               |

## Administración

### Municipalidad

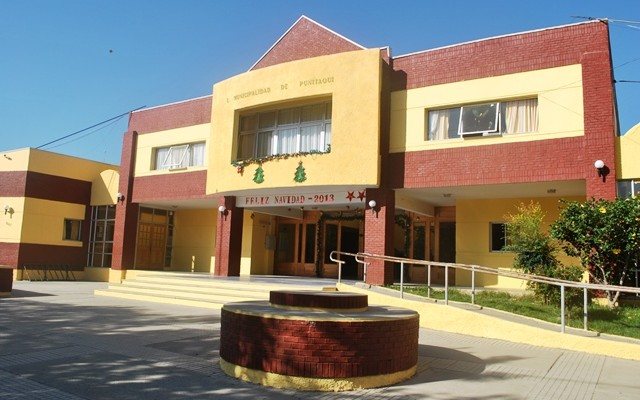
Edificio de la Municipalidad de Punitaqui.

La Municipalidad de Punitaqui para el periodo 2021-2024 es dirigida por el alcalde Carlos Antonio Araya Bugueño (Candidatura Independiente) y el concejo municipal conformado por los concejales:
- Mario Alexis Ortiz Cabezas (Evópoli)
- Herminia Del Carmen Campusano Araya (RN)
- Patricio Humberto Cortés Tello (IND - UDI)
- Camila Andrea Rojas Honores (Convergencia Social)
- Adrian Luciano Valdivia Segovia (PPD)
- Constanza Alejandra Fuentealba Araya (IND - Unidos Por la Dignidad)

### Representación parlamentaria
Punitaqui pertenece al distrito electoral n.º 5 y a la 4.ª circunscripción senatorial (Coquimbo). Es representada en la Cámara de Diputados y Diputadas del Congreso Nacional por las diputadas Nathalie Castillo (PCCh) y Carolina Tello (FA), así como también por los diputados Daniel Manouchehri (PS), Marco Antonio Sulantay (UDI), Ricardo Cifuentes (PDC), Juan Manuel Fuenzalida (UDI) y Víctor Pino (D). A su vez, es representada en el Senado por los senadores Daniel Núñez Arancibia (PCCh), Sergio Gahona Salazar (UDI) y Matías Walker Prieto (D).

## Economía
En 2018, la cantidad de empresas registradas en Punitaqui fue de 128. El Índice de Complejidad Económica (ECI) en el mismo año fue de -0,69, mientras que las actividades económicas con mayor índice de Ventaja Comparativa Revelada (RCA) fueron Cultivo de Uva destinada a Producción de Pisco y Aguardiente (739,71), Extracción de Otros Minerales Metalíferos (380,66) y Cultivo de Uva Destinada a Producción de Vino (21,76). 
Las principales actividades económicas de la comuna se basan en la producción de uvas para la elaboración y exportación de pisco, licor muy consumido en Chile. Además, la crianza de ganado caprino y el cultivo de las praderas para empastadas como alfalfa y otras, junto con el cultivo de hortalizas y árboles frutales como paltos, cítricos y duraznos. 
Antiguamente, su economía se basaba en la minería. Allí se encuentra la mina de azogue más grande del país, que pertenecía antiguamente a la Compañía Minera Tamaya, actualmente Minera Altos de Punitaqui.

## Cultura

### Literatura
El premio Nobel de Literatura chileno, el poeta Pablo Neruda, dedicó en el Canto XI de su poemario Canto General unos versos sobre la geografía y flora de dicha localidad entonces, junto con sus vivencias y contacto con el mundo obrero del Norte de Chile.